# ليكس دي آزيفيدو
ليكس دي آزيفيدو (بالإنجليزية: Lex de Azevedo)‏ هو كاتب أغاني ومنتج أسطوانات أمريكي، ولد في 14 يناير 1943 في لوس أنجلوس في الولايات المتحدة.

## وصلات خارجية
- الموقع الرسمي
- ليكس دي آزيفيدو على موقع IMDb (الإنجليزية)
- ليكس دي آزيفيدو على موقع ميوزك برينز (الإنجليزية)
- ليكس دي آزيفيدو على موقع ميوزك برينز (الإنجليزية)
- ليكس دي آزيفيدو على موقع أول ميوزيك (الإنجليزية)
- ليكس دي آزيفيدو على موقع ديسكوغز (الإنجليزية)
- ليكس دي آزيفيدو على موقع قاعدة بيانات الفيلم (الإنجليزية)